# Barrhead (Alberta)
Pour les articles homonymes, voir Barrhead.
Barrhead est une ville (town) du Comté de Barrhead No 11, située dans la province canadienne d'Alberta.

## Démographie
En tant que localité désignée dans le recensement de 2011, Barrhead a une population de 4 432 habitants dans 1805 de ses 1932 logements, soit une variation de 5.3% avec la population de 2006. Avec une superficie de 8,099 2 km2, la ville possède une densité de population de 547,214 5 hab/km2 en 2011.
Concernant le recensement de 2006, Barrhead abritait 4 209 habitants dans 1718 de ses 1804 logements. Avec une superficie de 8,099 1 km2, la ville possédait une densité de population de 519,7 hab/km2 en 2006.
| 2001  | 2006  | 2011  | 2016  |
| ----- | ----- | ----- | ----- |
| 4 213 | 4 209 | 4 432 | 4 579 |